# Моравське князівство

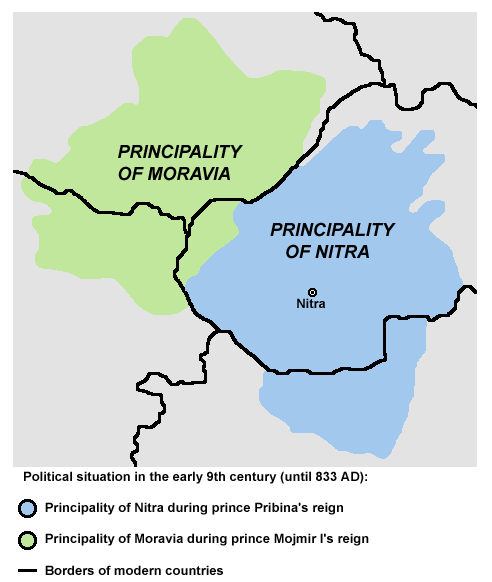

Моравське князівство (чеськ. Moravské knížectví, словац. Moravské kniežatstvo) — історичне ранньофеодальне західно-слов'янське князівство, розташоване передусім у Моравії, на сході сучасної Чехії.
У долині річки Морава вже у VII ст. існувала імперія Само (чеськ. Sámova říše, словац. Samova ríša) , при чому ще не можна в той період говорити про державне утворення, але лише про племінний союз. Після занепаду цієї імперії до сформування Моравського князівства історичні джерела нічого не згадують, однак відомо, що слов'яни в цьому географічному просторі перебували під владою Аварського каганату.
Після занепаду аварського каганату в кінці VIII ст. політична ситуація дозволила створити західнослов'янським племенам нове державне утворення. На початку IX ст. утворились два князівства, які між собою змагались. Одним було Нітранське князівство зі столицею в Нітрі, на південному заході сучасної Словаччини, де князював Прібіна. Другим було Моравське князівство в долині річки Морави з правдоподібним центром у південноморавських Микульчицях, де правив князь Моймир І. Воно охоплювало не тільки територію сучасної власне Моравії, яка зараз є частиною Чехії, але і суміжні землі сучасної Австрії та прилеглі землі сучасної Словаччини між Дунаєм та Малими Карпатами, так зване Загор'є чи Загір'я (словац. Záhorie). Правдоподібно 831 року  Моймир разом «із всіми моравцями» був похрещений пасовським єпископом.
833 року Моймирові вдалося вигнати Прібіну з Нітри, і об'єднавши Нітранське князівство з Моравським, він створив міцне державне утворення, пізніше в історичних джерелах назване Велика Моравія (чеськ. Velkomoravská říše, словац. Veľká Morava).  Він став першим правителем держави, заснувавши династію Моймировичів. 
Після занепаду Великоморавії, Нітрянське князівство стає поступово частиною Угорського королівства, а власне Моравія частиною Богемського королівства.